# Wilhelm Schröder (Politiker, 1853)
Hinrich Wilhelm Schröder (* 13. Dezember 1853 in Nordermoor in der Wesermarsch; † 9. Juni 1939 ebenda) war ein deutscher Politiker und von 1905 bis 1928 langjähriger Präsident des Oldenburgischen Landtags.

## Leben

### Berufliche Laufbahn
Wilhelm Schröder entstammte einem alten Bauerngeschlecht der Wesermarsch, das seit über 400 Jahren dort nachweisbar ist. Seine Eltern waren der Hausmann Heinrich Schröder und dessen Ehefrau Hinrike geb. Cordes. Beide starben an Typhus, als Schröder vier Jahre alt war, sodass er als Waise überwiegend bei fremden Leuten aufwuchs. Er besuchte die Volksschule in Elsfleth und erhielt ab 1869 einige Zeit Privatunterricht in Oldenburg. Danach absolvierte er eine Lehre in der Landwirtschaft in Dalsper und besuchte von 1871 bis 1873 die landwirtschaftliche Lehranstalt in Neuenburg. Seinen Wehrdienst leistete er als Einjährig-Freiwilliger und verbrachte einige Monate als Teil der preußischen Okkupationsarmee in Frankreich. Nach einem landwirtschaftlichen Praktikum konnte Schröder schließlich am 1. Mai 1875 den bis dahin verpachteten elterlichen Hof übernehmen und erheblich ausbauen.
Neben seinem beruflichen Werdegang übernahm Schröder auch vielfältige ehrenamtliche Tätigkeiten, so etwa die des Bezirksvorstehers seiner Heimatgemeinde. Nach dem frühen Tod seiner Ehefrau ging er 1886/87 als Gasthörer an die Universität Göttingen un dbelegte zwei Semester Nationalökonomie. Während dieser Zeit wurde er zum Vorstandsmitglied der Berufsgenossenschaft Oldenburger Landwirte berufen, deren Vorsitz er kurz darauf übernahm und bis zu seinem 80. Lebensjahr behielt. Daneben war er auch in anderen landwirtschaftlichen Organisationen tätig und erwarb sich besonderer Verdienste um die oldenburgische Pferdezucht. 1903 wurde er mit dem Titel Ökonomierat aus gezeichnet.

### Politische Laufbahn

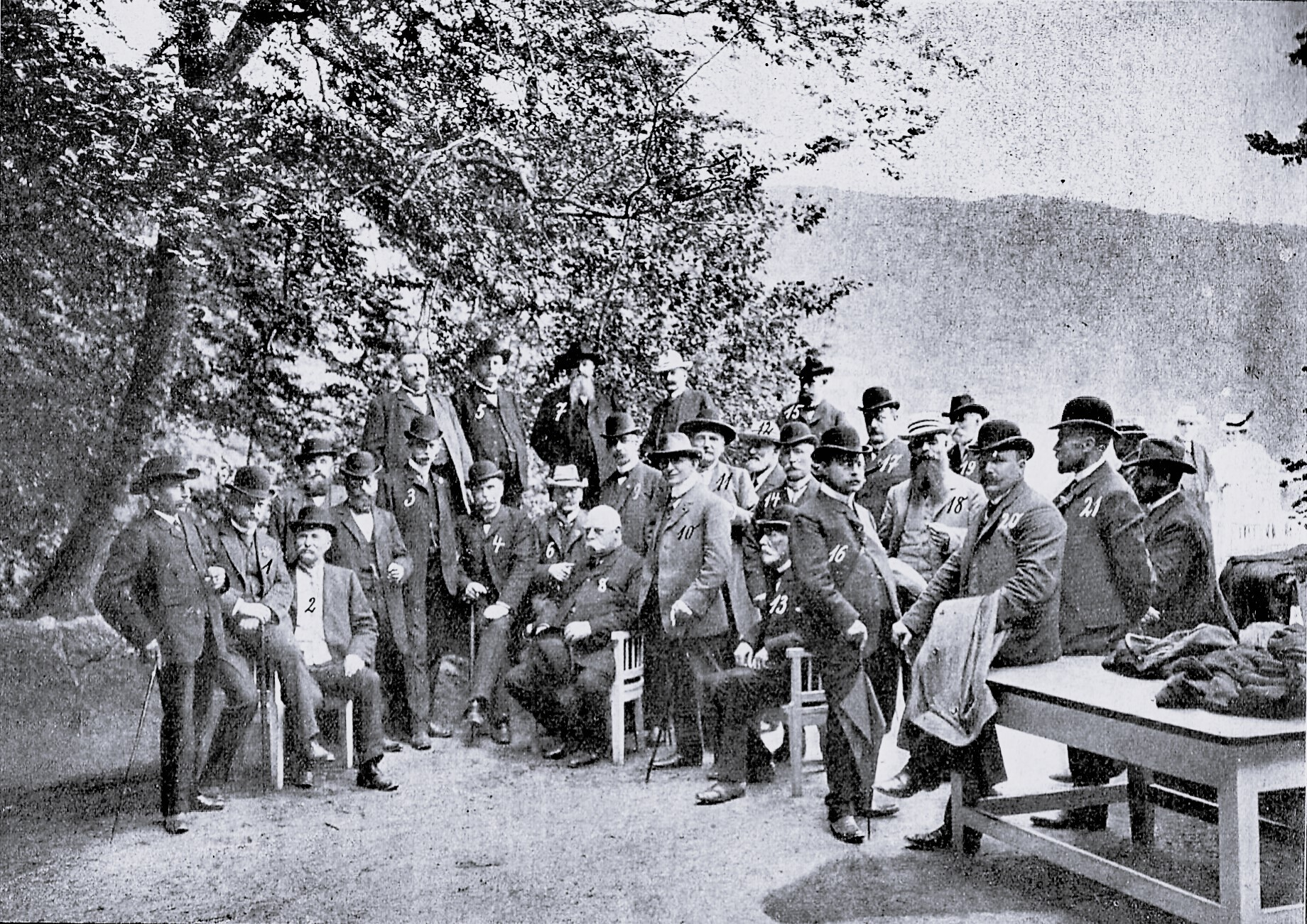
Landtagspräsident (4) auf Landtagsfahrt ins Fürstentums Lübeck (1907)

Auch politisch engagierte sich Schröder und schloss sich zunächst der Nationalliberalen Partei und ab 1919 der Deutschen Volkspartei an. Von 1887 bis 1931 gehörte er dem oldenburgischen Landesparlament an, in dem er sich schnell einen Namen mit Fragen der Landwirtschaft, des ländlichen und landwirtschaftlichen Schulwesens und des Siedlungswesens machte. Trotz seiner eher konservativen und nationalen Grundeinstellung war er durchaus für die Erweiterung der Rechte des Parlaments. So stellte er 1894 den Antrag für eine einjährige Finanzperiode, der 1900 angenommen wurde. 1902 wurde Schröder Vorsitzender des wichtigen Finanzausschusses, eine Funktion, die er bis 1918 behielt. Gleichzeitig wurde er Vizepräsident des Landtages. Am 7. November 1905 wurde er dann zum Landtagspräsidenten gewählt und behielt dieses Amt mit kurzen Unterbrechungen 1919/20 und 1925 bis 1928. Danach fungierte er noch bis 1931 fungierte er wiederum als Vizepräsident des Landtags.

## Familie
Schröder heiratete am 21. Mai 1875 Helene Catharine geb. Büsing (* 1852), der Tochter des Hausmanns Hinrich Büsing und der Ahlke Margarethe geb. Heinemann. Seine Tochter Martha Hinrike (1878–1960) heiratete den Maler Bernhard Winter (1871–1964).